# Medina (rivière du Texas)
Pour les articles homonymes, voir Medina.
La rivière Medina est un cours d'eau sinueux, long de 120 miles (environ 200 kilomètres) qui a donné son nom au comté de Medina, situé dans le Sud de l'État du Texas, aux États-Unis, dans la vallée de la Médina. Elle a été baptisée d'après Pedro Medina, un ingénieur espagnol, en 1689, par Alonso de León. La rivière prend sa source dans le plateau d'Edwards et se jette dans la rivière San Antonio, après être passée par un barrage hydraulique construit en 1913. Elle est homonyme de la rivière située sur la côte nord de l'île de Wight, en Angleterre, où l'on construisait des navires depuis le XVIe siècle.

## Histoire espagnole
La région située à l'est de la rivière Medina était sous l'Empire espagnol la Province de los Tejas et c'est elle qui a donné son nom au futur État du Texas. C'est un Français capturé par les Espagnols, Jean Gery, bon diplomate, qui parle au moins deux langues indigènes, qui guide dans cette région à la fin du XVIIe siècle, en 1689, l'expédition d'Alonso de León contre l'incursion de René Robert Cavelier de la Salle sur la côte texane, avec 170 colons, à Fort Saint-Louis.

## Histoire américaine
Un siècle et demi plus tard, c'est le long de la rivière Medina et le long du Río Grande, dans ce qui n'était pas encore l'État du Texas mais la république du Texas, à 30 km environ à l’ouest de San Antonio que quatre villages de colons de différentes nationalités furent implantées pour cultiver le coton, en particulier la colonie de Castroville fondée par les Français Alexandre Bourgeois d'Orvanne, et Henri Castro. Les villes nouvelles ont alors été créées le long des rivières pour expédier facilement le coton vers l'océan.